# Sorà de Mal·lus
Sorà de Mal·lus (en llatí Soranus, en grec antic Σωρανός) era un metge grec nadiu de la ciutat de Mal·lus (Mallus) a Cilícia. No és segura la data en què va viure, però Suides l'anomena un dels metges més antics (πρεσβύτεροι) i un dels eminents en el seu ofici. Hauria viscut després d'Hipòcrates i segurament durant part del segle iv aC o al segle III aC.